# 習志野市消防本部
習志野市消防本部（ならしのししょうぼうほんぶ）は、千葉県習志野市の消防部局（消防本部）。管轄区域は習志野市全域。

## 概要
- 消防本部：習志野市鷺沼2-1-43
- 管内面積：20.97km2
- 職員定数：210人
- 消防署2カ所、出張所3カ所
- 主力機械（2020年4月1日現在）
  - 普通消防ポンプ自動車：5
  - 水槽付消防ポンプ自動車：1
  - 救助工作車 : 2
  - はしご付消防自動車：2
  - 化学消防自動車：2
  - 救急自動車：7
  - 指揮車：1
  - 指令車：1
  - 予防車：1
  - 査察車（リース）：1
  - 警防車：1
  - 資機材搬送車：1
  - 支援車３型:1
  - 拠点機能形成車：1
  - 消防長車：1

【主力機械に関する参考文献：令和2年版消防年報（習志野市消防本部）】

## 沿革

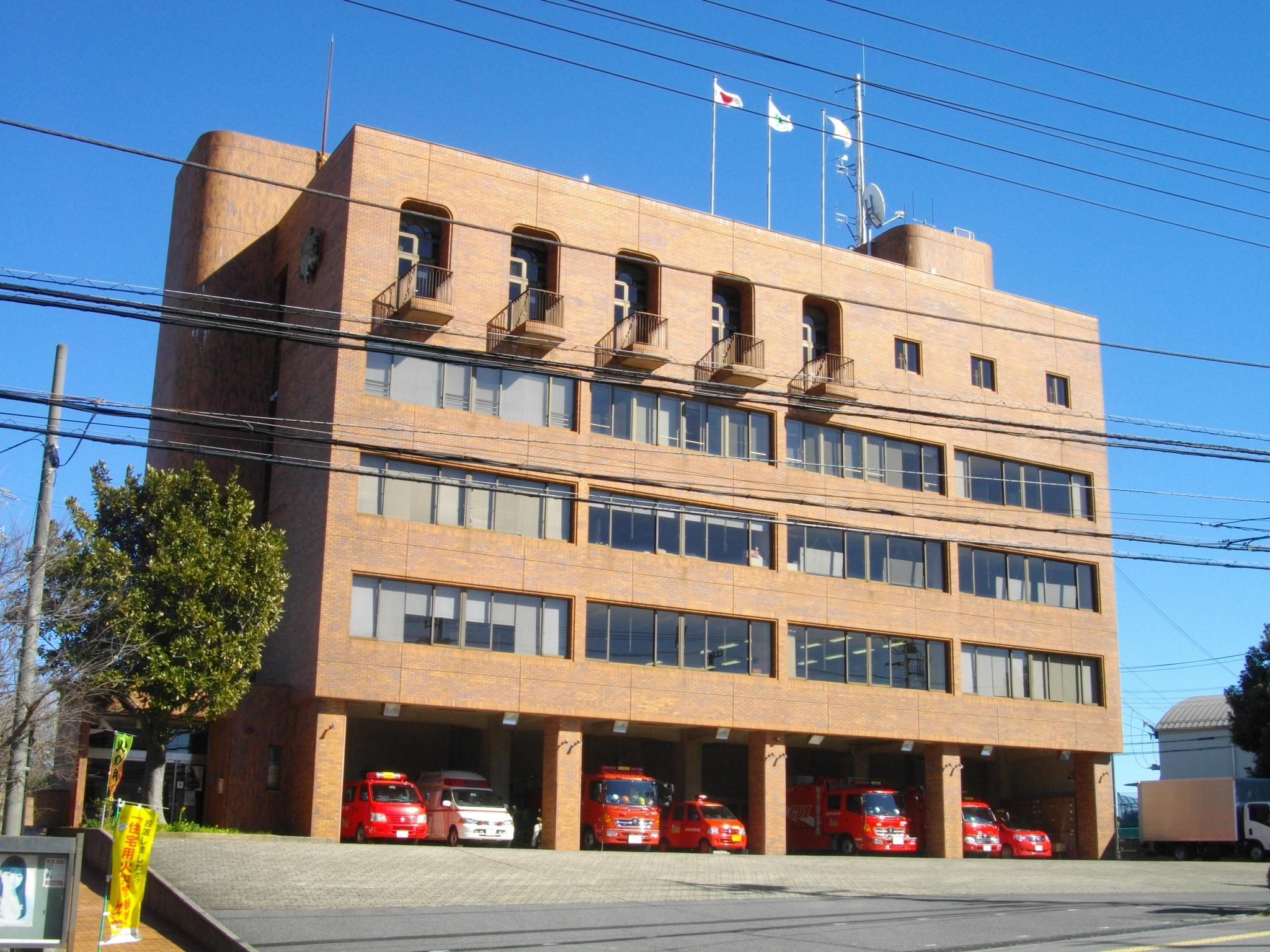
2021年建替前の旧消防本部庁舎

- 1958年1月1日　習志野市消防本部を設置する。
  - 3月1日　習志野市消防署を設置する。
  - 7月28日　救急業務を開始する。
- 1962年10月1日　藤崎分遣所を設置する。
- 1965年4月1日　実籾分遣所を設置する。
- 1966年4月1日　消防音楽隊を結成する。
  - 11月1日　化学消防自動車を消防署に配備する。
- 1967年7月1日　消防本部に課制を導入する。
- 1968年4月1日　谷津分遣所を設置する。
- 1969年9月4日　救助工作車を消防署に配備する。
- 1974年2月13日　32メートル級はしご付消防自動車を消防署に配備する。
- 1978年8月30日　新消防庁舎が竣工する。（同年9月11日 新消防庁舎にて業務開始）
- 1981年4月1日　南消防署を設置し、2署体制となる。習志野市消防署を中央消防署に改称する。
- 1994年4月1日　習志野市消防歌を制定する。
- 1997年1月27日 高規格救急自動車を中央消防署に配備する。
- 2000年2月14日 高規格救急自動車を南消防署に配備する。
- 2002年2月22日 高規格救急自動車を実籾分遣所に配備する。
- 2008年2月15日 高規格救急自動車を藤崎分遣所に配備する。
- 2014年
  - 3月18日 総務省消防庁から拠点機能形成車が無償貸与される。
  - 4月1日  実籾分遣所を東消防署に、南消防署を秋津出張所に、他の分遣所を出張所にそれぞれ名称変更する。
- 2021年
  - 2月1日 ちば北西部消防指令センター（松戸市消防局内）に通信指令業務を委託[1]
  - 4月19日 新消防本部庁舎の運用を開始

【参考文献：消防年報 平成26年版（習志野市消防本部）】

## 組織
- 本部

```
・消防総務課:企画管理係、人事係、団係
・予防課:予防係、指導係
・警防課:警防係、救急係、指揮統制係
```

- 消防署

```
・中央消防署:谷津奏の杜出張所、秋津出張所
・東消防署:藤崎出張所
```

- 消防団

```
・１分団・２分団・３分団・４分団・５分団
・６分団・７分団・８分団
```

## 消防署
| 消防署     | 住所                 | 出張所                                             |
| ---------- | -------------------- | -------------------------------------------------- |
| 中央消防署 | 鷺沼2丁目1番43号     | 谷津奏の杜:奏の杜2丁目13番1号 秋津:秋津3丁目7番1号 |
| 東消防署   | 東習志野2丁目2番15号 | 藤崎:藤崎6丁目20番11号                             |

## 不祥事
- 2020年8月 - 東消防署の男性消防士長（26歳）が、神奈川県鎌倉市の由比ガ浜海岸で女性（20代）をナンパしたが、女性が拒否。男性消防士長は逆上し、仰向けで寝ていた女性の顔に砂を投げ付けて立ち去ろうとした。女性の友人がライフセーバーや警備員に被害を申告。帰ろうとした男性消防士長をライフセーバーらと尾行しながら110番通報し、駆け付けた鎌倉警察署の警察官によって、男性消防士長は暴行の現行犯で逮捕された。男性消防士長は容疑を認めている[2][3]。